# Resistência Armada Nacionalista
La  Resistência Armada Nacionalista  (acortada comúnmente como  RAN) fue un grupo guerrillero brasileño bajo el liderazgo del ex almirante Cândido de Assis Aragão y que reunió a ex oficiales del ejército y de la fuerza aérea. Según datos de la CIA, el grupo tendría una red de escape y una base de apoyo a la guerrilla en Bolivia, donde se encontraron contactos, nombres y direcciones en Porto Alegre. Concentrada en Montevideo, estuvo dominada por militares exiliados por el régimen, capitaneados por el almirante Cándido Aragão, pero también incorporó a exlíderes del Ejército y Fuerza Aérea. La RAN se opuso a las decisiones del MNR y no reconoció a Brizola, un civil, como líder.

## Historia
Fundado originalmente como Movimento de Resistência Militar Nacionalista, posteriormente, y alrededor de diciembre de 1966, el  'MRMN'  se convertiría en Resistencia Armada Nacionalista o RAN, con el signo de una rana. Anfibio, como los marines del almirante de Paraiba. Según un documento de CIEX, fechado el 20 de diciembre de 1966, el grupo planificó:
- Obtener recursos económicos del Partido Comunista de Uruguay (PCU) y la Organización Latinoamericana de Solidaridad (OLAS), a través de contactos con Rodney Arismendi y Edmundo Soares Neto
- Lanzamiento en Brasil de un manifiesto subversivo firmado por Cândido Aragão, especialmente dirigido a las capitales de los estados de Rio Grande do Sul, São Paulo, Guanabara y Río de Janeiro.
- Aún en las mismas ciudades, grafitis en paredes revelando las nuevas siglas del grupo: RAN
- A través de OLAS, enviar a Cuba a los solicitantes de asilo Cândido Aragão, Daudt y Armando Magno de Araújo
- Posteriormente, enviar grupos de dos a Cuba y Corea del Norte  para entrenarse en la guerra de guerrillas.[1]

En marzo, estos grupos llevaron a cabo varias reuniones, con el propósito de formar un frente unido. Sin embargo, mientras que el grupo de Brizola creía que dentro de Brasil surgiría un movimiento contra el gobierno en el corto plazo, el grupo exmilitar no estuvo de acuerdo con esta posición y afirmó que la revolución la violencia armada era la única forma de tomar el poder. Este grupo abogó por la creación de una estructura clandestina, liderada por un liderazgo conocido y operando en Brasil. Para ellos, la presencia física de Brizola era la condición indispensable para el éxito del movimiento. Esta posición constituyó el punto de ruptura entre los dos grupos. La convicción revolucionaria de Brizola no fue tan grande como para llevarlo a exponerse físicamente. Mucho más tranquila fue su participación en la revolución brasileña elaborada a la sombra del asilo político en Uruguay. Por otro lado, los exsoldados se mostraron reacios a aceptar el liderazgo de Brizola, como resultado de los reiterados fracasos de sus intentos anteriores, calificados como aventuras irresponsables.

## Planificación
El 20 de mayo de 1966 se celebró una reunión del grupo militar en la residencia del ex almirante Cândido da Costa Aragão, en Montevideo, con el fin de constituir una organización que pudiera operan clandestinamente en Brasil, el Movimiento de Resistencia Militar Nacionalista (MRMN). En esa reunión, se estableció que el MRMN desencadenaría inicialmente una serie de actos contra objetivos vinculados a intereses estadounidenses en Brasil. En una fase posterior, apostaría por la eliminación física de los miembros del "Cuerpo de Paz" y otros estadounidenses que eran agentes de CIA. El MRMN apostaba a que los hechos provocarían una violenta represión que, a su vez, conduciría al clima al que apunta la organización, denominado "autodefensa de las masas". El movimiento, a partir de ahí, ganando más adeptos, desembocaría en la revolución armada, desde un movimiento guerrillero bien constituido.
Inicialmente, el jefe del MRMN era el ex almirante Aragon. Posteriormente, por problemas de salud, Aragon entregó el mando a Alfredo Ribeiro Daudt y Emanoel Nicoll. El MRMN incluiría exmilitares exiliados en Uruguay y otros países, exmilitares disueltos en Brasil y, clandestinamente, algunos militares aún en servicio activo, reclutados bajo el lema "nacionalismo", un pensamiento omnipresente. en la mayoría del personal militar. Para ello, las bases del movimiento serían trasladadas a Rio Grande do Sul, con la idea de reclutar militares y civiles, que participarían en la organización formando "núcleos de resistencia" en varias ciudades de Brasil. El 26 de mayo de 1966 MRMN publicó el manifiesto "Ao Povo Brasileiro" (Al Pueblo Brasileño), en el que transmitía una imagen hegemónica de Brasil en Sudamérica. A principios de junio, los "militantees" del MRMN intentaron acercarse al grupo sindical de los exiliados. El intento no tuvo éxito. Los sindicalistas creían que la actividad de los exmilitares afectaba negativamente el trabajo que Dante Pelacani estaba haciendo en São Paulo, en relación con Benedito Cerqueira y con Federación Sindical Mundial. Ese mismo día de junio 1966, el MRMN se puso en contacto con el Comité de Apoyo a Cuba para obtener su reconocimiento político.

### Problemas de Mando e Innacción
El 15 de junio, el expresidente João Goulart organizó, en su residencia, una reunión con el MRMN, representada por Aragão, Daudt y Nicoll, en la que también participaron Darcy Ribeiro y Amaury Silva. Jango prometió ayuda económica al movimiento y, tratando de mantenerse por encima de los grupos, creó un Comité para coordinarlos, integrado por Emanoel Nicoll, en representación del grupo militar, por Dante Pelacani, el sindicato, por Neiva Moreira, los brizolistas, y Darcy Ribeiro, en representación del propio Jango.El movimiento del MRMN obligó a Brizola, que temía perder su condición de líder, a aceptar un nuevo contacto con el exmilitar, a principios de julio. Y nuevamente, el impasse causado por la idea del MRMN de requerir la presencia física de Paralelamente a las actividades de los distintos grupos de exiliados. se destacó otra organización en ese momento, la AEBU (Asociación de Exiliados Brasileños en Uruguay), que tenía el objetivo declarado de brindar asistencia a los refugiados brasileños sin distinción. El 9 de julio de 1966, en las elecciones para su nuevo directorio, los elementos vinculados a Brizola fueron destituidos.
Decididos a salir del anonimato político y buscar apoyo económico, el MRMN salió de la inactividad, realizando, el 21 de octubre de 1966, un atentado con explosivos contra el monumento al Barón de Rio Branco, en Montevideo, ejecutado por Gualter de Castro Mello, Tito Guimarães Filho y Arnaldo Magno de Araújo. En diciembre de 1966, la dirección del MRMN decidió cambiar el nombre de la organización a RAN (Resistencia Armada Nacionalista), que usaba una rana como símbolo. Con el objetivo de obtener el apoyo económico del Partido Comunista Uruguayo (PCU) y OLAS, RAN pretendía lanzar un manifiesto firmado por Aragón en las principales capitales brasileñas y muros de graffiti para popularizar la nueva sigla. Se esperaba que Aragón, Daudt y Arnaldo Magno de Araújo viajaran a Cuba con el fin de obtener recursos para enviar a sus militantes a realizar cursos de guerrilla en Cuba y Corea del Norte.La nueva RAN luchó por imponerse y ser reconocida, pero sus intentos se vieron frustrados por la regente dictadura militar.